# 벤 밀러
벤 밀러(Ben Miller, 1966년 6월 24일 ~ )는 잉글랜드의 배우이다.

## 출연 작품
- 쟈니 잉글리쉬 2: 네버다이 - 보그 역
- 패딩턴 2 - 랭커스터 대령 역
- 이케아 옷장에서 시작된 특별난 여행 - 스미스 경관 역
- 쟈니 잉글리쉬 3: 스트라이크 어게인 - 바우 역